# TAC (jeu vidéo)
T.A.C. (pour Tactical Armor Command) est un jeu vidéo de type wargame conçu par Ralph Bosson et publié par Avalon Hill en 1983 sur Apple II puis porté sur Atari 8-bit, Commodore 64 et IBM PC. Le jeu se déroule pendant la Seconde Guerre mondiale et simule des affrontements impliquant les États-Unis, l’URSS, l’Allemagne et le Royaume-Uni.

## Système de jeu
T.A.C. est un wargame qui simule, à l’échelle tactique, des combats de véhicules blindés de la Seconde Guerre mondiale. Il peut se jouer seul contre l’ordinateur, à quatre niveaux de difficulté différents, ou contre un autre joueur sur le même ordinateur. Il propose cinq scénarios différents. Le premier simule un engagement standard entre les deux camps. Le second simule l’attaque d’une position défensive, protégé par un champ de mines que seule l’infanterie peut déminer. Le troisième simule également l’attaque d’une position défensive mais celle-ci n’est pas protégé par un champ de mine et offre au défenseur une échappatoire. Dans le quatrième, le joueur doit faire face à un flux continue de chars d’assaut arrivant du sud et tente d’en détruire autant que possible. Enfin, dans le cinquième, les deux camps sont au départ séparé par un champ de mine qu’ils doivent nettoyer pour pouvoir passer à l’assaut. Au début d’une partie, chaque camp se voit allouer un certain nombre de points qui permettent d’acheter différentes unités, incluant de l’infanterie, des chars d’assaut et des canons antichar. Pour chaque nation présente dans le jeu (États-Unis, Union soviétique, Allemagne et Royaume-Uni), huit types de véhicules blindés sont disponibles. Avec les américains, le joueur peut ainsi acheter des véhicules blindés comme le M4 Sherman, le M10 Wolverine, le M26 Pershing, le M3 Lee ou le M8 Greyhound.
Le jeu se déroule sur une carte représentant une section de 1 800 × 2 000 mètres d’une plaine du Nord de l’Allemagne. La carte est divisée en quinze secteurs, identifiés par une lettre (pour l’axe vertical) et un chiffre (pour l’axe horizontal) et constitués de plaine ou de forêt. Sur la carte, chaque camp peut contrôler jusqu’à huit unités par l’intermédiaire du clavier. Les ordres de mouvement sont par exemple donné grâces aux touches U, H, J et N suivant la direction. Lors que la phase de mouvement débute, une unité de blindés avance en ligne droite sur toute la distance possible, à moins que le joueur lui ordonne de tourner ou de faire demi-tour. L’infanterie n’avance au contraire que d’une seule case à chaque fois que le joueur presse une touche de direction. Les unités d’infanterie et les pièces d’artilleries disposent d’un véhicule de transport à bord duquel elles peuvent être chargées (mode transport) ou déchargées (mode combat). En mode transport, elles ne font qu’un avec le véhicule, et si celui-ci est détruit, elles disparaissent également. En mode combat, elles sont indépendantes du véhicule et si celui-ci est détruit, elles peuvent continuer à combattre. Seule l’infanterie peut en revanche continuer de se déplacer, les pièces d’artillerie restant clouer sur place. Les combats du jeu peuvent prendre cinq formes différentes. En dehors de l’infanterie, la plupart des unités peuvent ainsi effectuer des tirs indirects. Les véhicules blindés de combat peuvent également envahir les unités d’infanterie ou d’artillerie en mode combat. L’infanterie peut prendre d’assaut les véhicules blindés et déclencher une fusillade contre une autre unité d’infanterie. Enfin, les pièces d’artillerie peuvent effectuer des tirs directs contre n’importe quel type de cible.

## Développement et publication
Développé par Ralph Bosson, T.A.C. est publié par Avalon Hill sur Apple II en 1983. Il est plus tard porté sur Atari 8-bit, Commodore 64 et IBM PC.

## Accueil
À sa sortie, T.A.C. est plutôt bien accueilli par la presse spécialisée. Dick Richards, du magazine Computer Gaming World, le considère ainsi comme une simulation « amusante » et « relativement réaliste » d’affrontement entre blindés, qui reste intéressante sur la durée. Il note cependant qu’il aurait pu être encore meilleur, notamment en incorporant une plus grande variété de terrains différents, comme des routes, des rivières et des ravins. Le journaliste Neil Shapiro, du magazine Electronic Games , est plus enthousiaste et estime qu’il constitue « la meilleure simulation » d’affrontement de blindés sur ordinateur, grâce notamment à ses graphismes en haute résolution et à la qualité de ses effets sonores. Les graphismes et les effets sonores du jeu sont également encensé par le journaliste de Softline qui met aussi en avant sa jouabilité et son système de jeu « addictif ».